# Куянсуо
Ку́янсу́о (фин. Kujansuo) — посёлок в составе Хийтольского сельского поселения Лахденпохского района Республики Карелия.

## Общие сведения
Находится на северо-восточном берегу озера Аласъярви.
В переводе с финского языка Kujansuo означает болото возле переулка.

## Население
| 2002 | 2009 | 2010 | 2013 |
| ---- | ---- | ---- | ---- |
| 23   | ↘9   | ↗18  | ↘13  |

## Транспорт
Через посёлок проходит автомобильная дорога 86К-117 («Хийтола — Куянсуо»), с запада асфальтированная.  Расстояние до районного центра Лахденпохья — 62 км, до Хийтолы — 8 км.
В середине 1960-х годов по линии Выборг — Хийтола — (Элисенваара) курсировал дизель-поезд Д1 и для жителей посёлка на месте существовавшей довоенной платформы Аласъярви назначили остановку по требованию — платформа 90 км. Платформа находилась восточнее переезда с дорогой 86К-117, напротив километрового столба 90/91. В 1980-х годах постоянное население южной части посёлка значительно сократилось и остановку упразднили. При прокладке в 2000-х годах бесстыкового пути следов от посадочной платформы не осталось.